# Biserica de lemn din Așchileu Mare

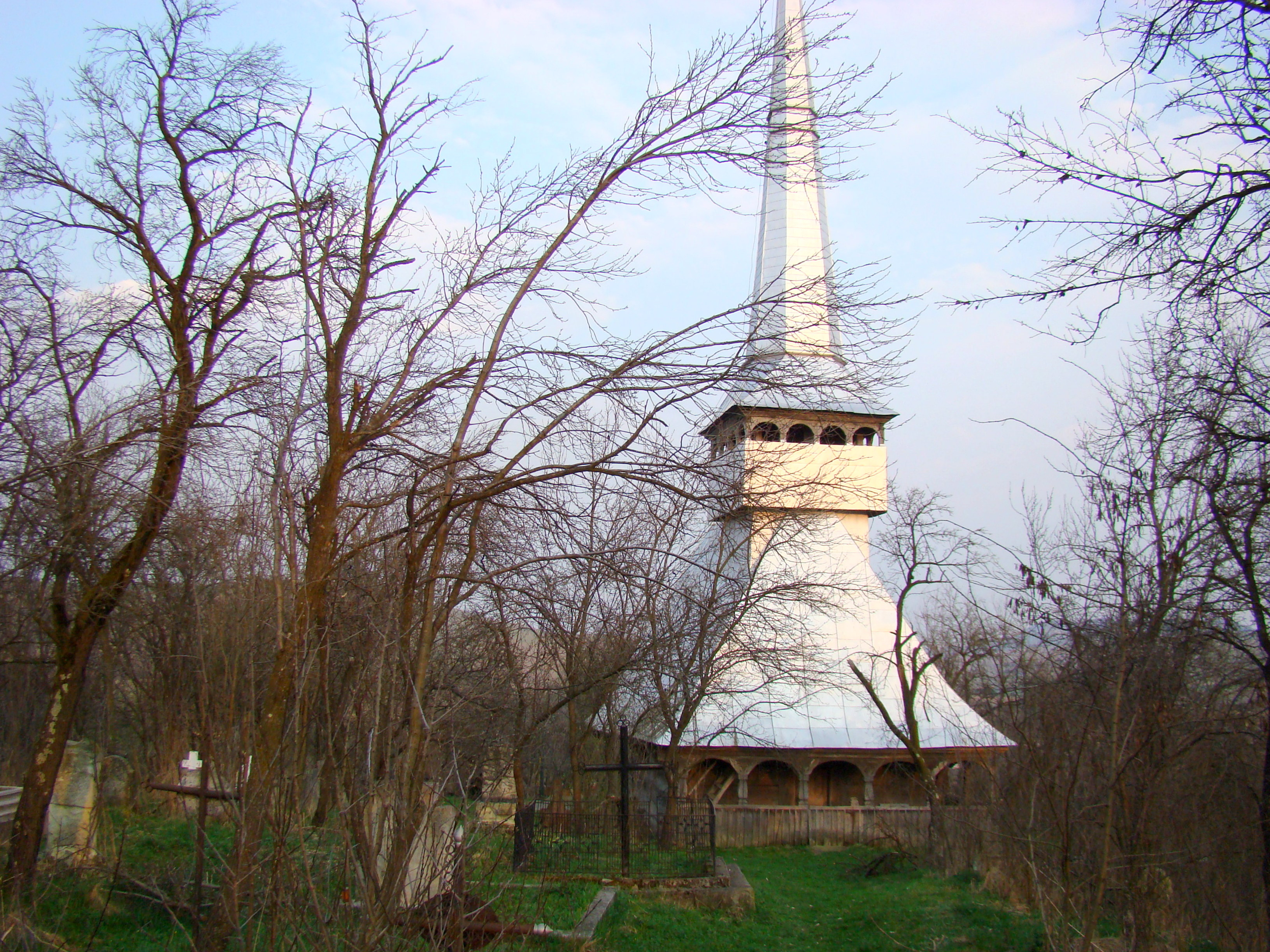
Biserica de lemn din Aşchileu Mare (aprilie 2009)

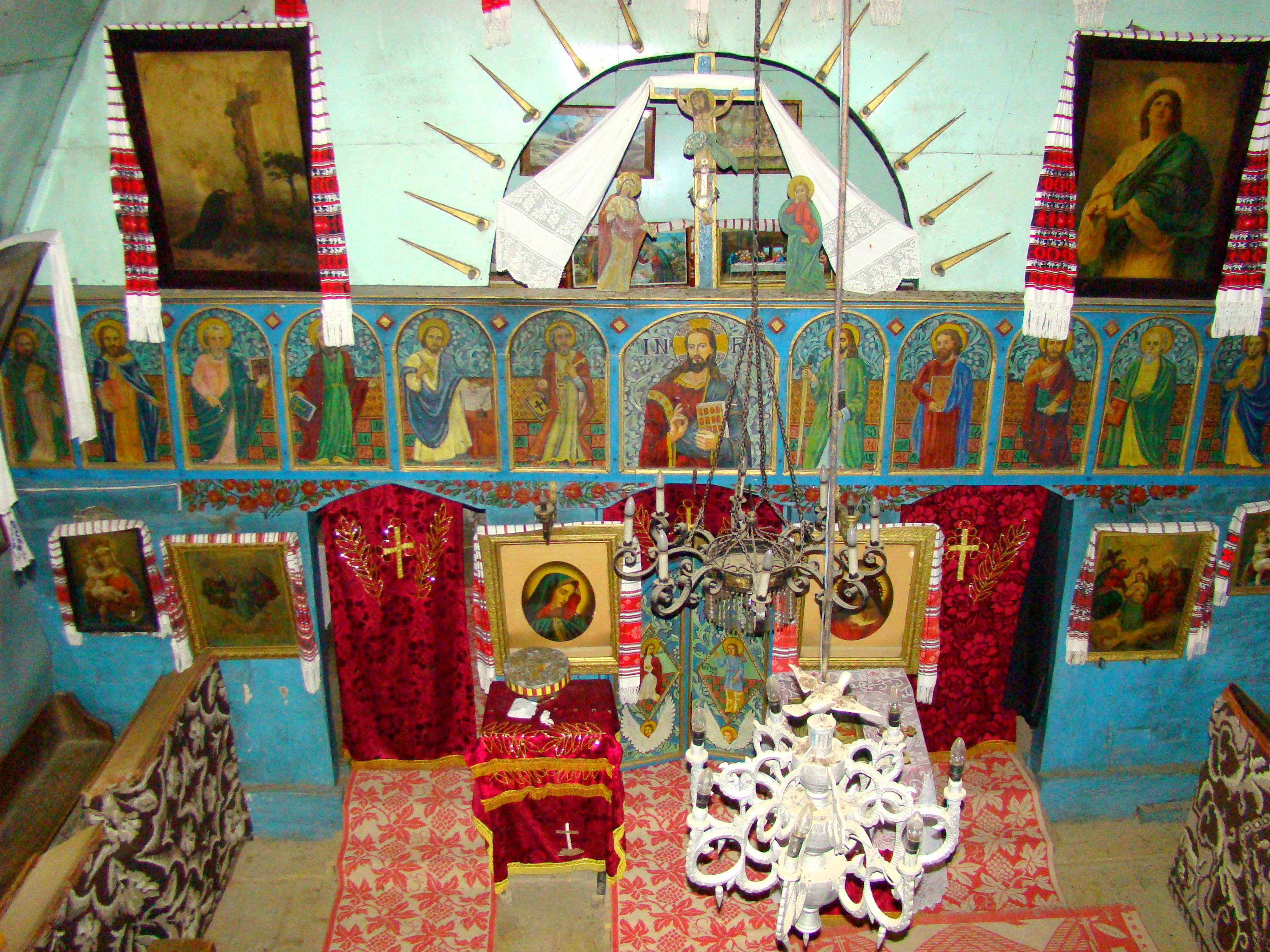
Iconostasul bisericii

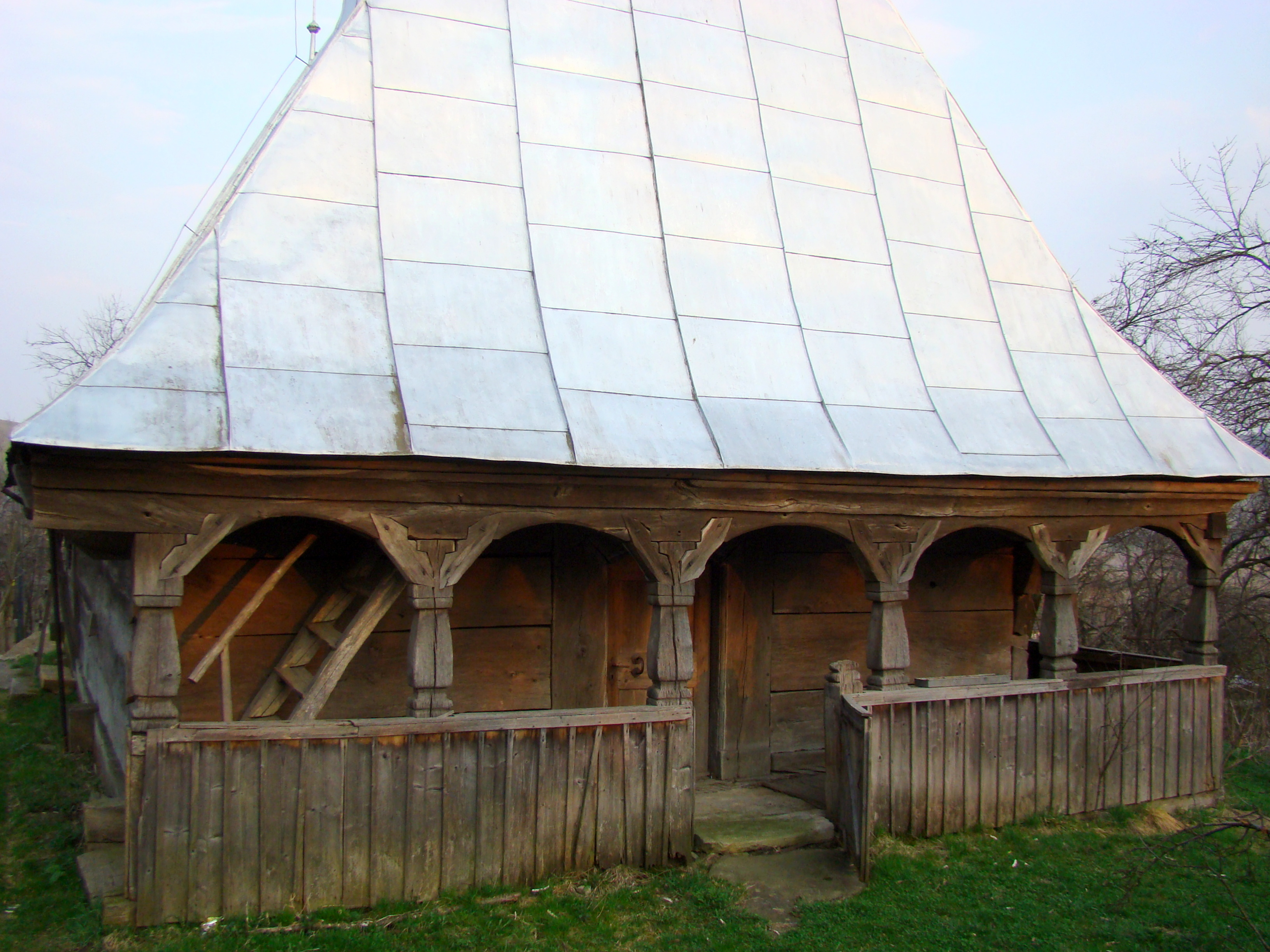
Prispa

Biserica de lemn din Așchileu Mare, comuna Așchileu, județul Cluj, datează din anul 1825.
Biserica are hramul „Sfinții Ingeri”, și se află pe noua listă a monumentelor istorice sub codul LMI:  CJ-II-m-B-07519.

## Localitatea
Așchileu Mare (în maghiară Nagyesküllő, în germană Gross-Schwalbendorf) este satul de reședință al comunei Așchileu din județul Cluj, Transilvania, România. Prima atestare documentară este din anul 1320, cu denumirea Esculeu maior.

## Biserica
Biserica de lemn cu hramul Sfântul Gheorghe (Sfinții Îngeri, după alte surse) din Așchileu Mare datează de la începutul secolului al XIX-lea (1825). Este un edificiu de mari dimensiuni: lungimea de 19.5 metri, lățimea de 8.20 metri, înălțimea de 36.10 metri. Temelia este din piatră brută, consolidată cu  bolovani de jur împrejur.
Biserica a fost târnosită la 16 august 1842. Informația provine dintr-un antimis al bisericii.
Pereții sunt din grinzi masive, groase și late (47-54 cm) de stejar. Din loc în loc sunt prinse una de cealaltă cu ajutorul unor țepușe din lemn. Altarul este pentagonal și se află pe latura de răsărit. Laturile de vest și de sud până la altar sunt înconjurate de un pridvor cu 16 arcade semicirculare. Biserica are două intrări, una pe latura de vest și una pe cea de nord. Intrarea principală este cea din vest, care este marcată de doi usciori dintr-o singură grindă, împodobiți cu motive decorative.
A fost renovată și acoperită în 1839, când s-a și zugrăvit. De-a lungul anilor, a mai fost reparată în 1920, iar între anii 1963-1964 a fost acoperită cu tablă.

## Imagini

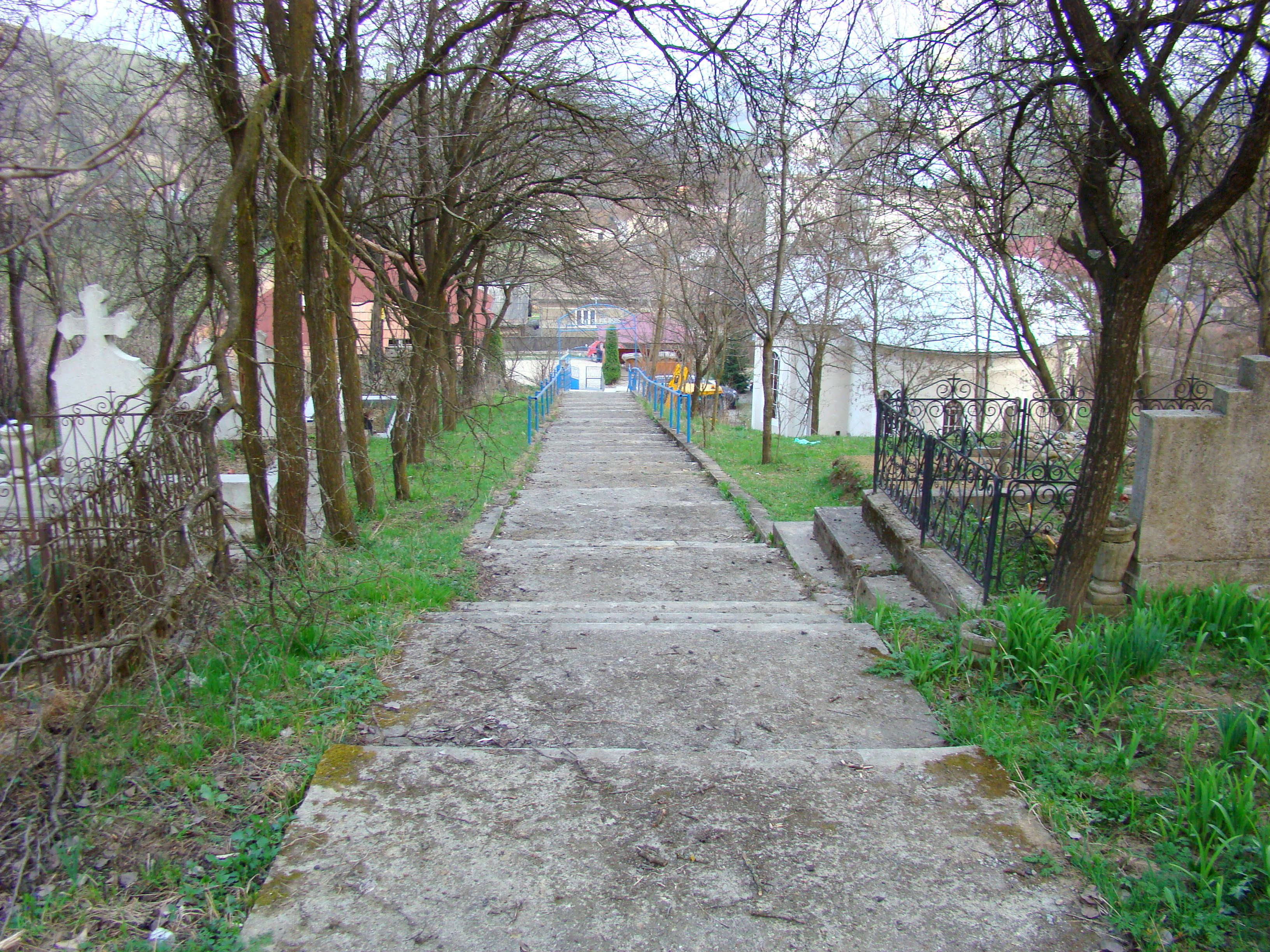
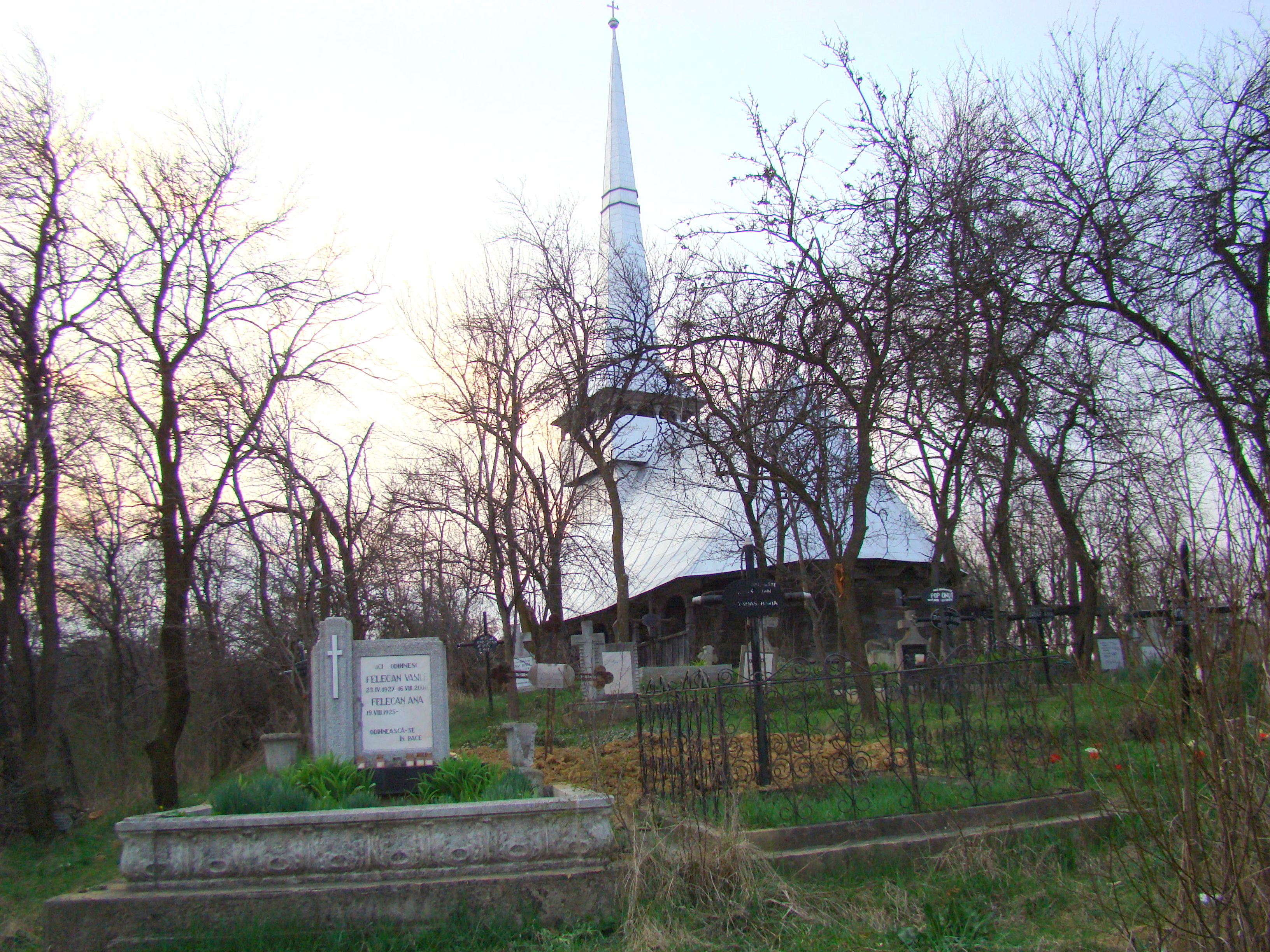
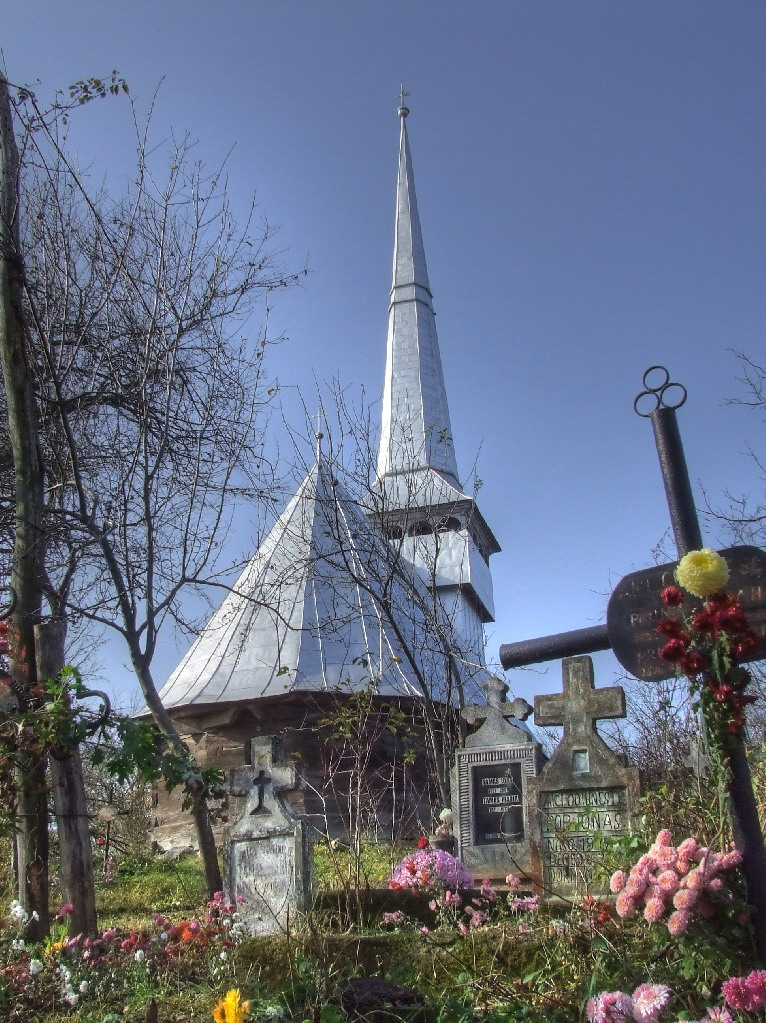
Vedere de ansamblu
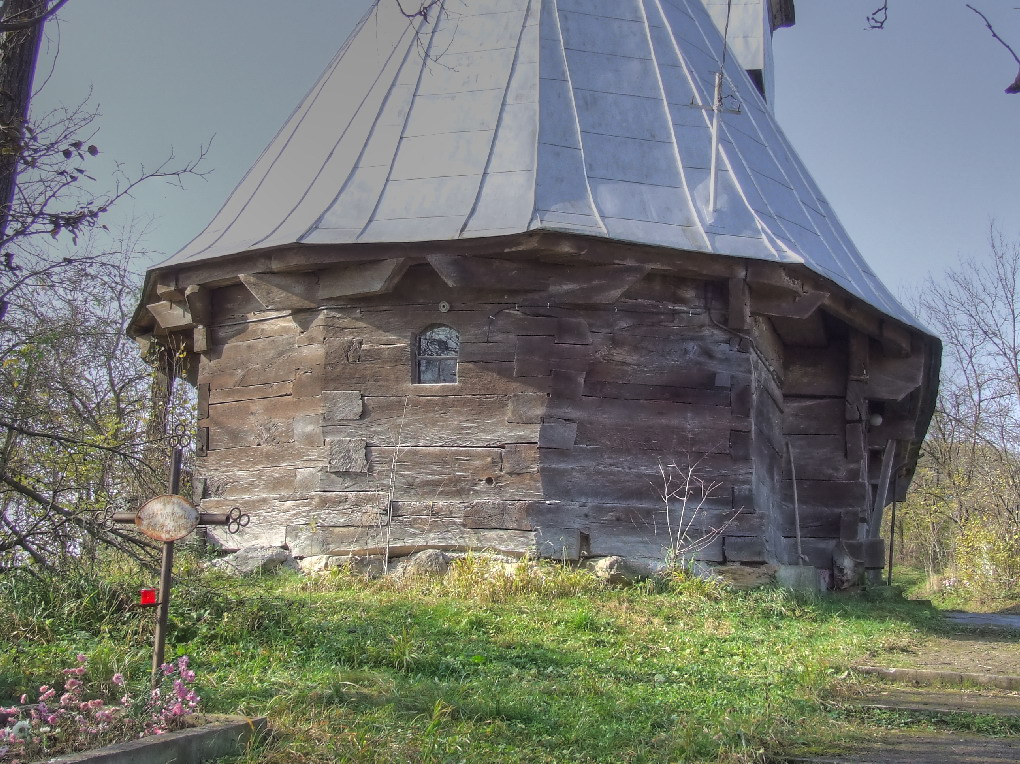
Absida altarului
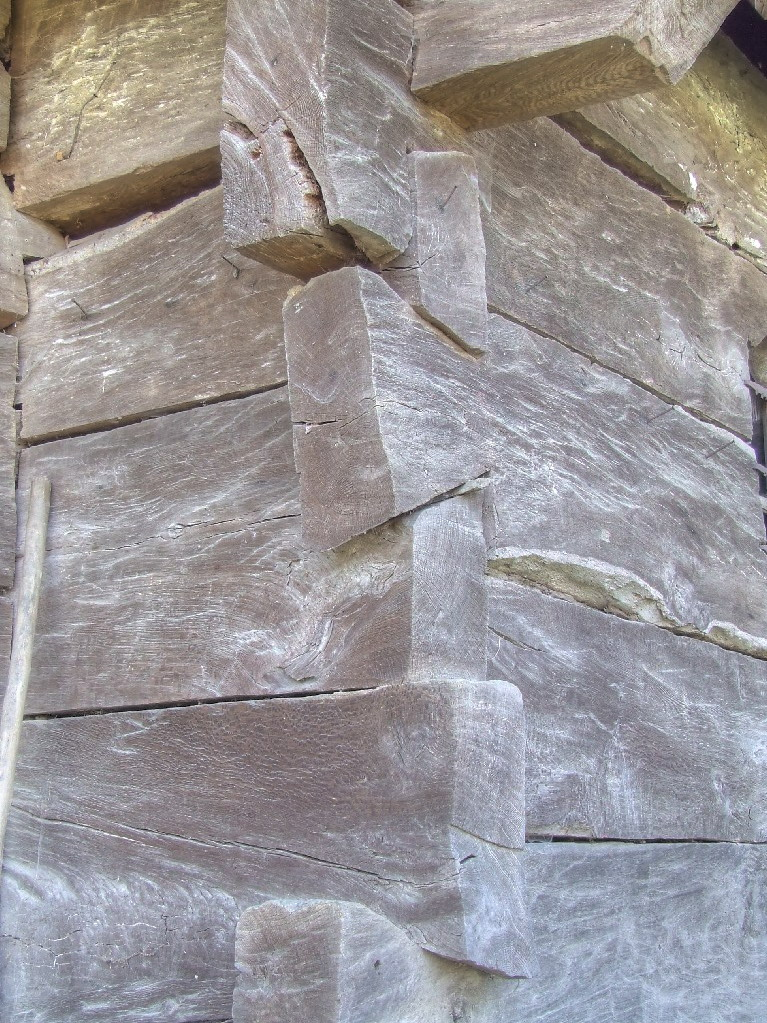
Îmbinare
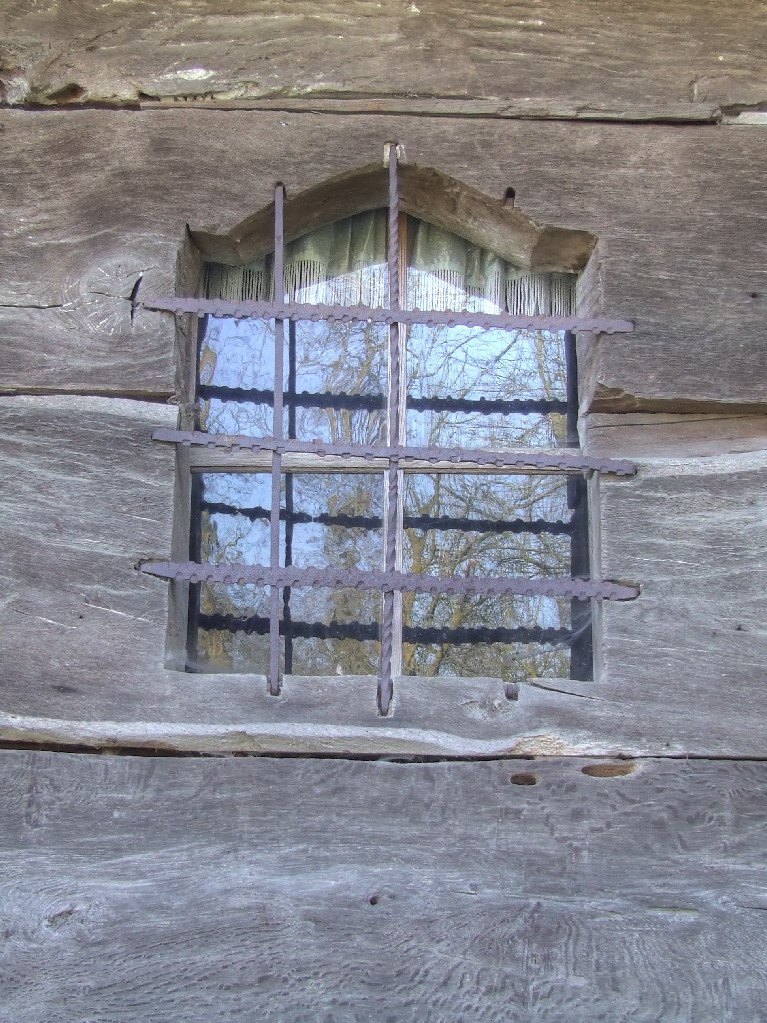
Fereastră
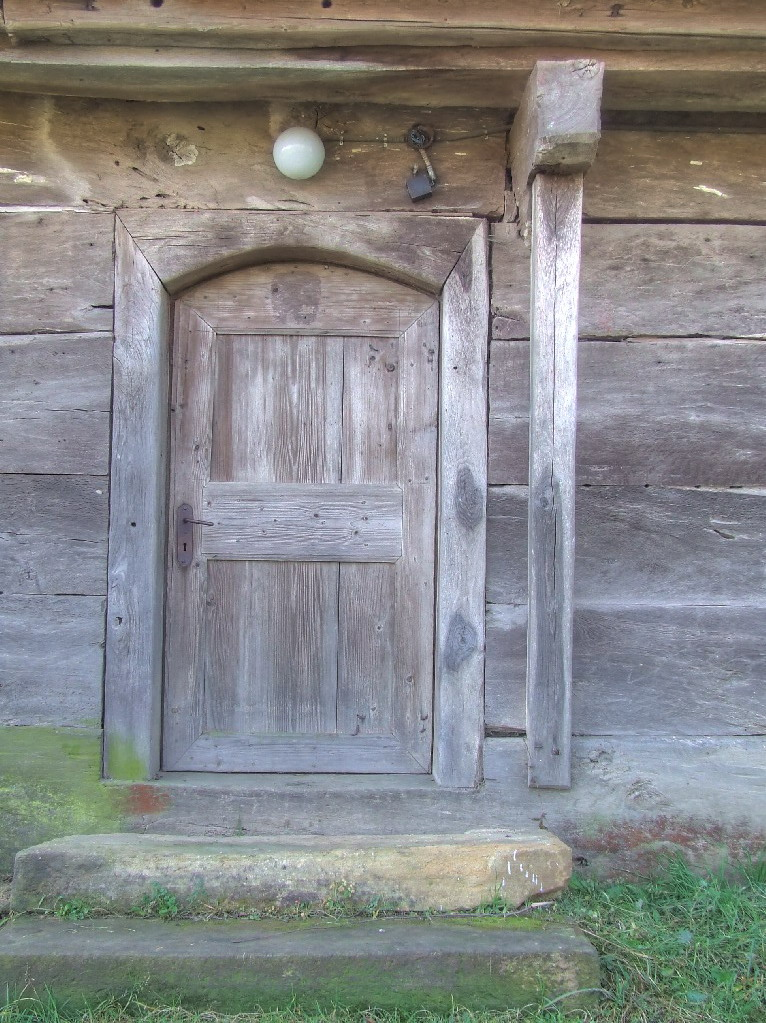
Intrarea de pe latura de nord, în altar
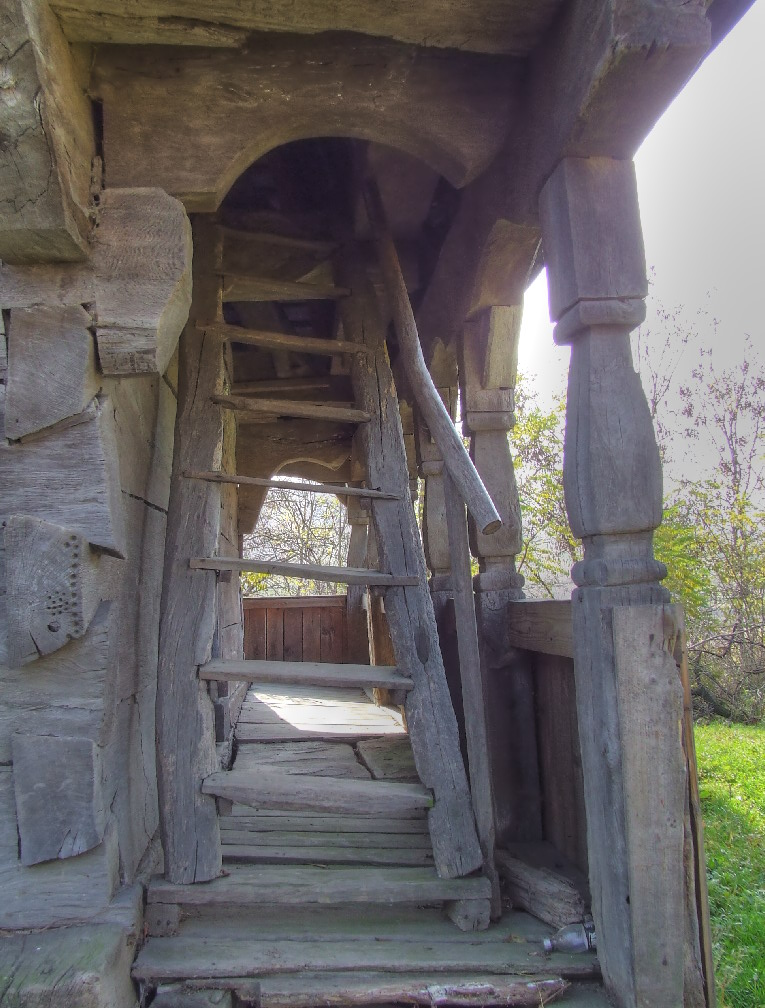
Scara podului
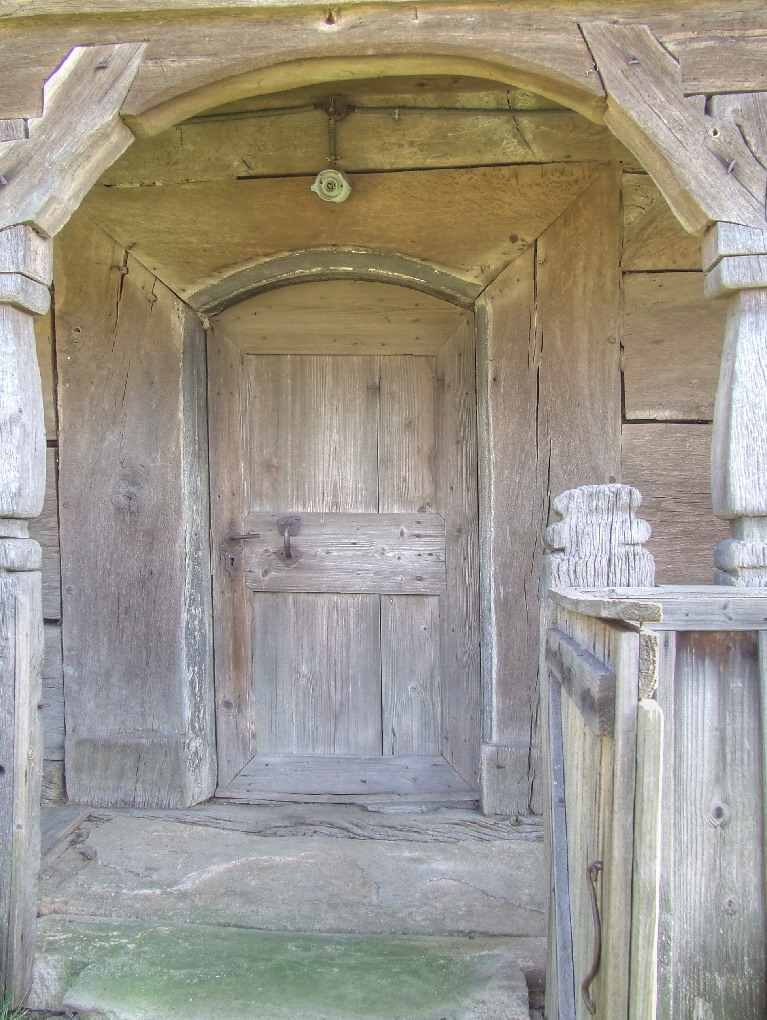
Portalul intrării
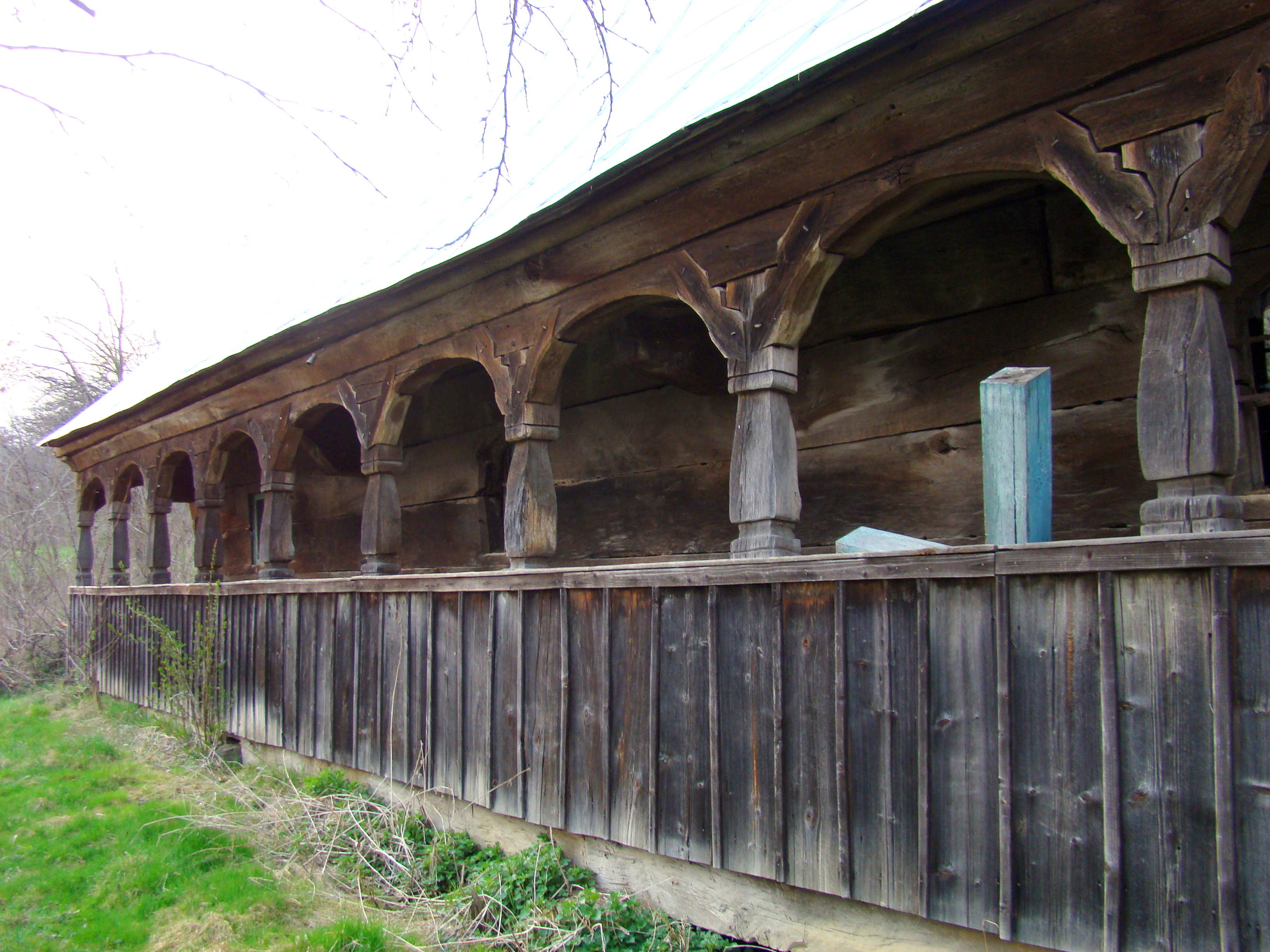
Latura de sud a bisericii
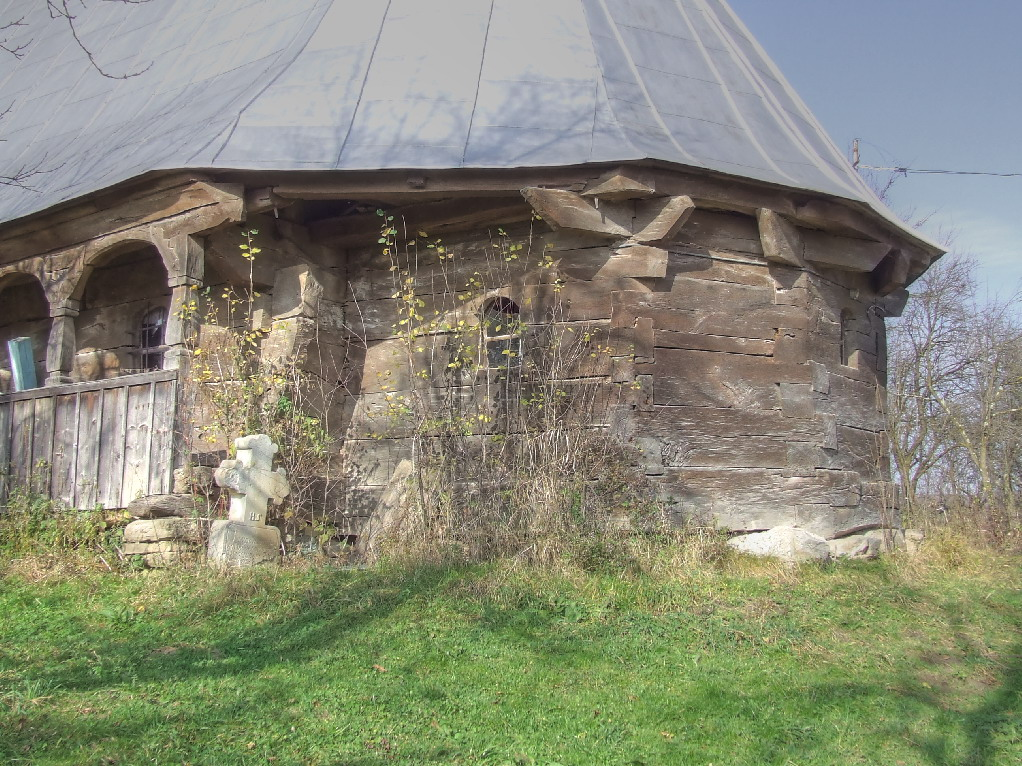
Vedere laterală a absidei altarului
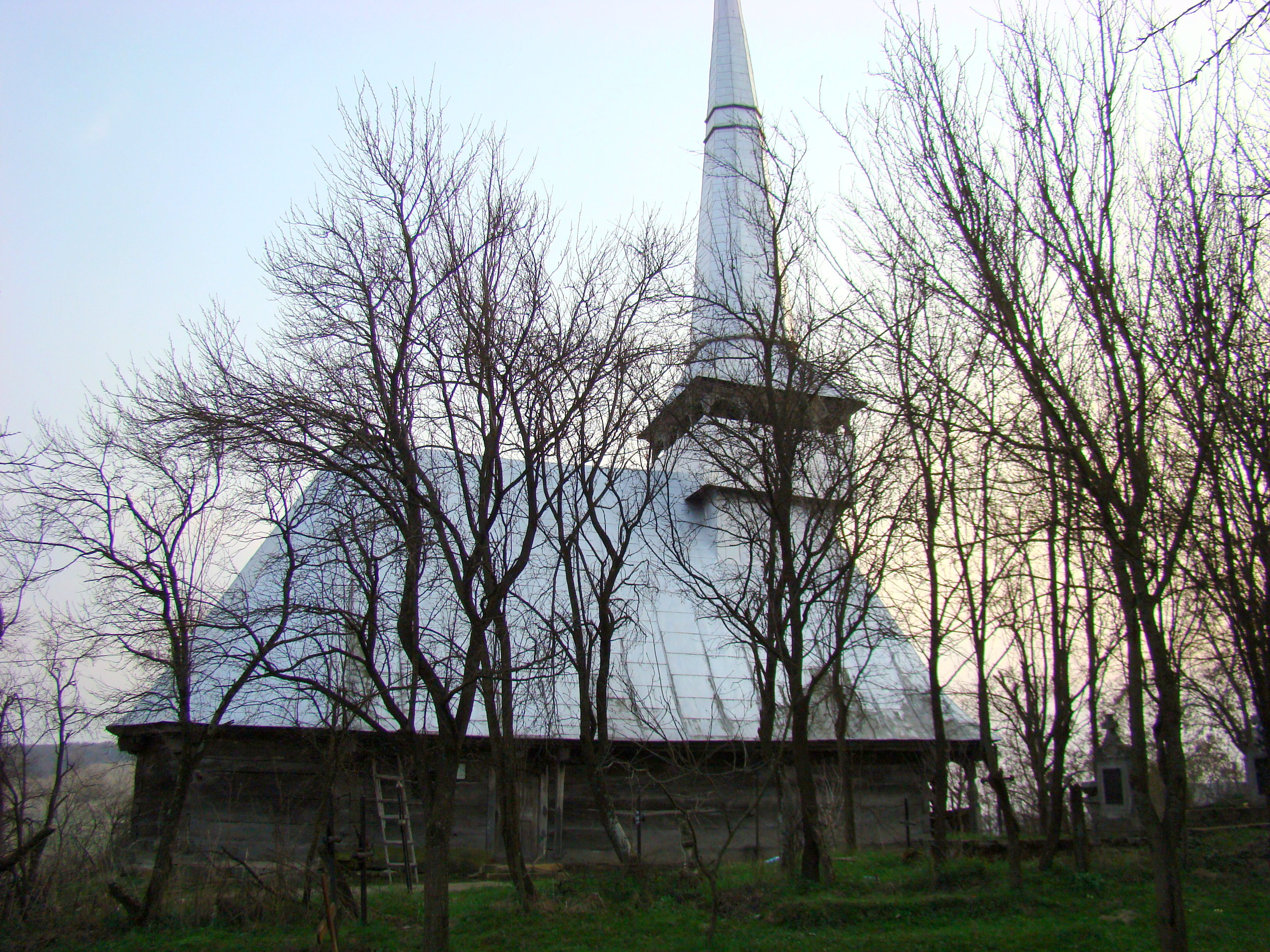
Vedere de ansamblu din nord
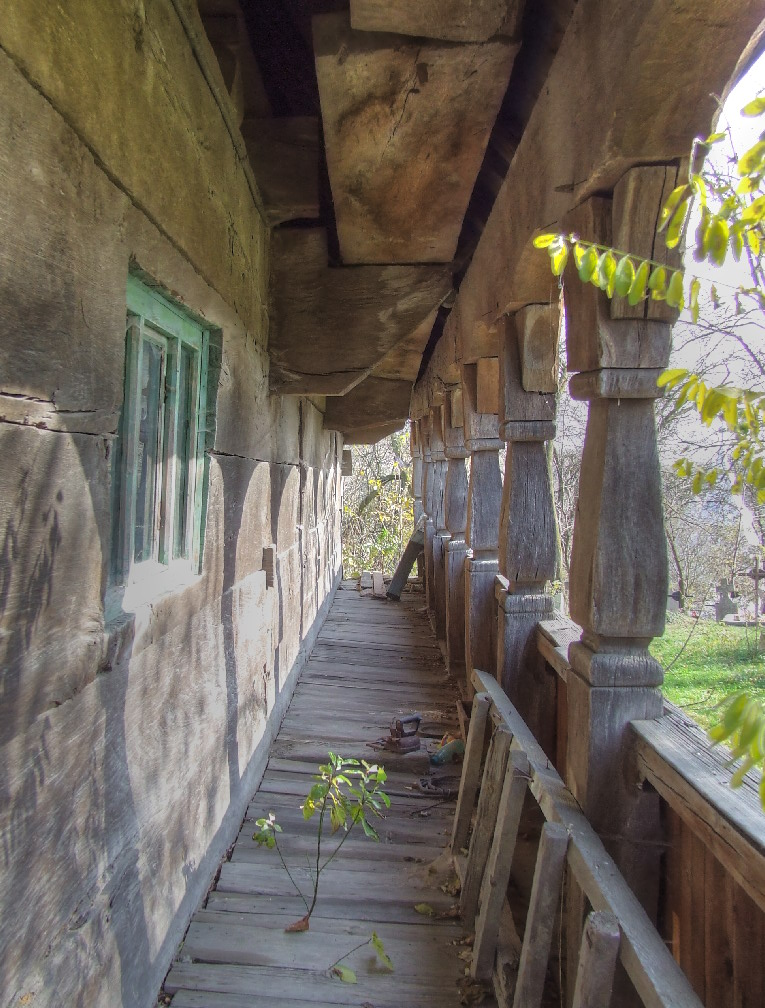
Vedere din prispa de pe latura de sud a bisericii
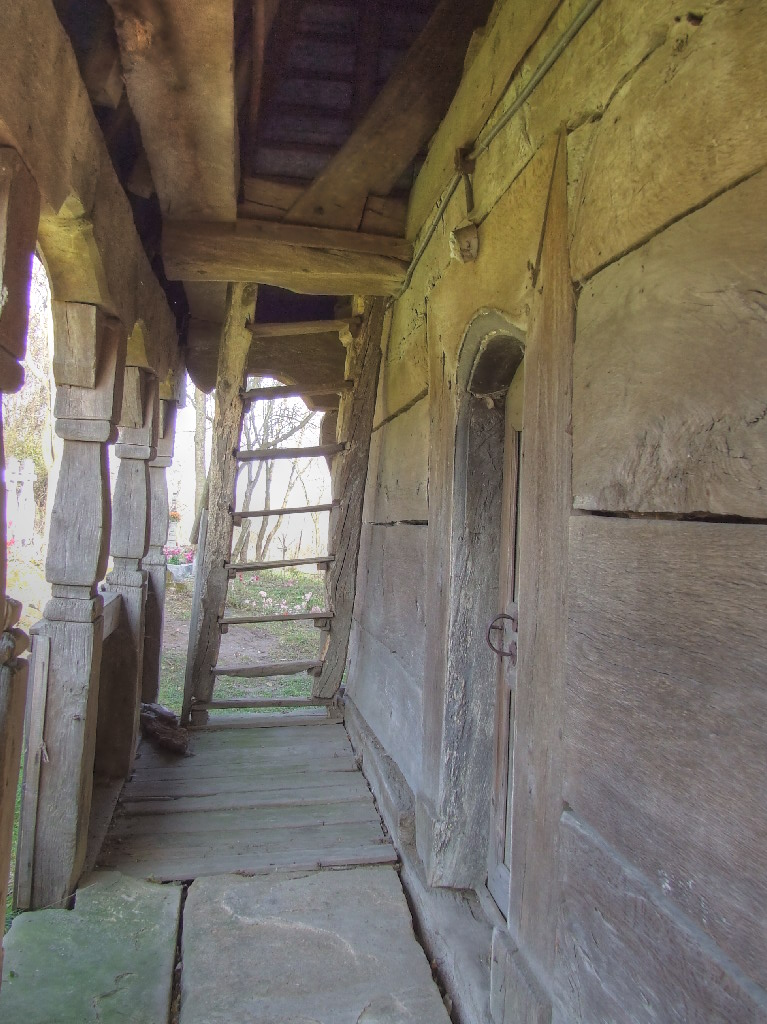
Vedere din prispa de pe latura de vest a bisericii
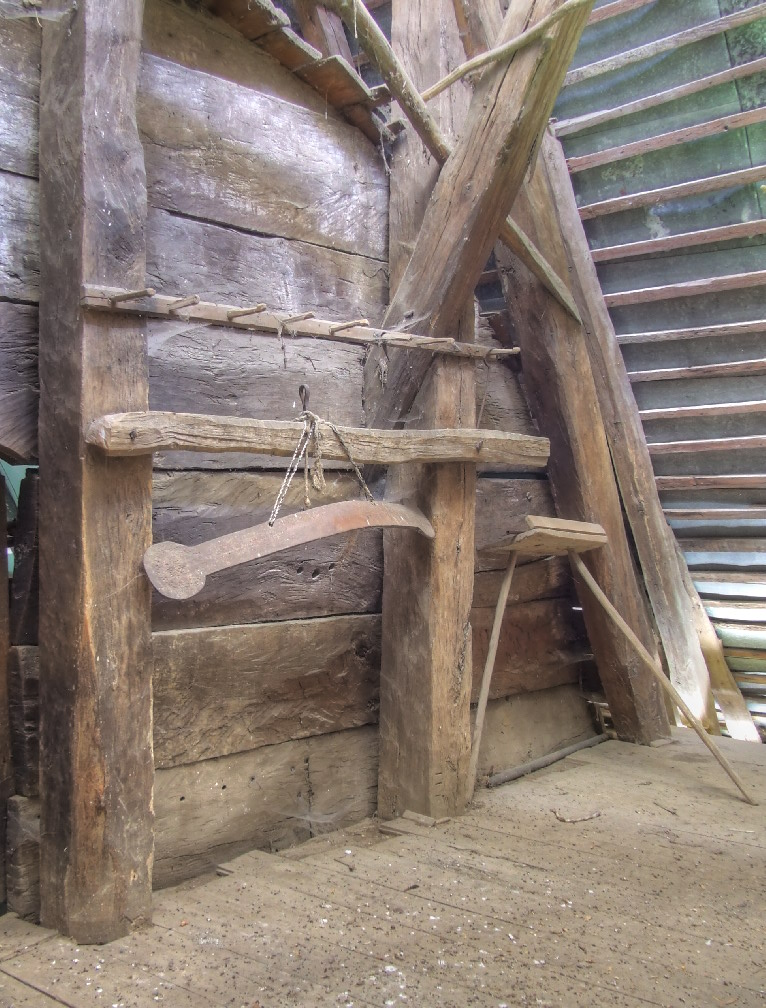
Toaca de fier din podul bisericii
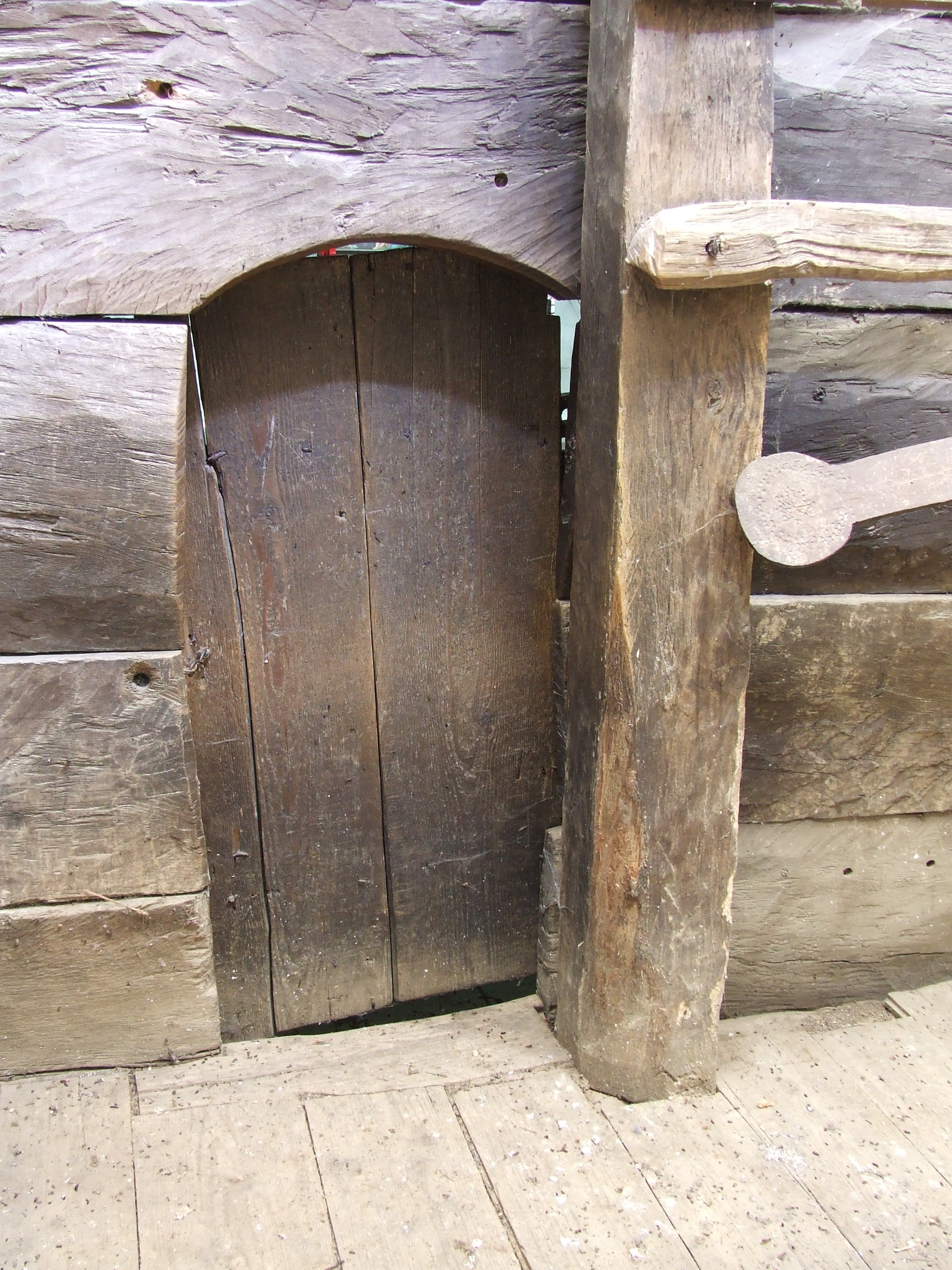
Uşa podului
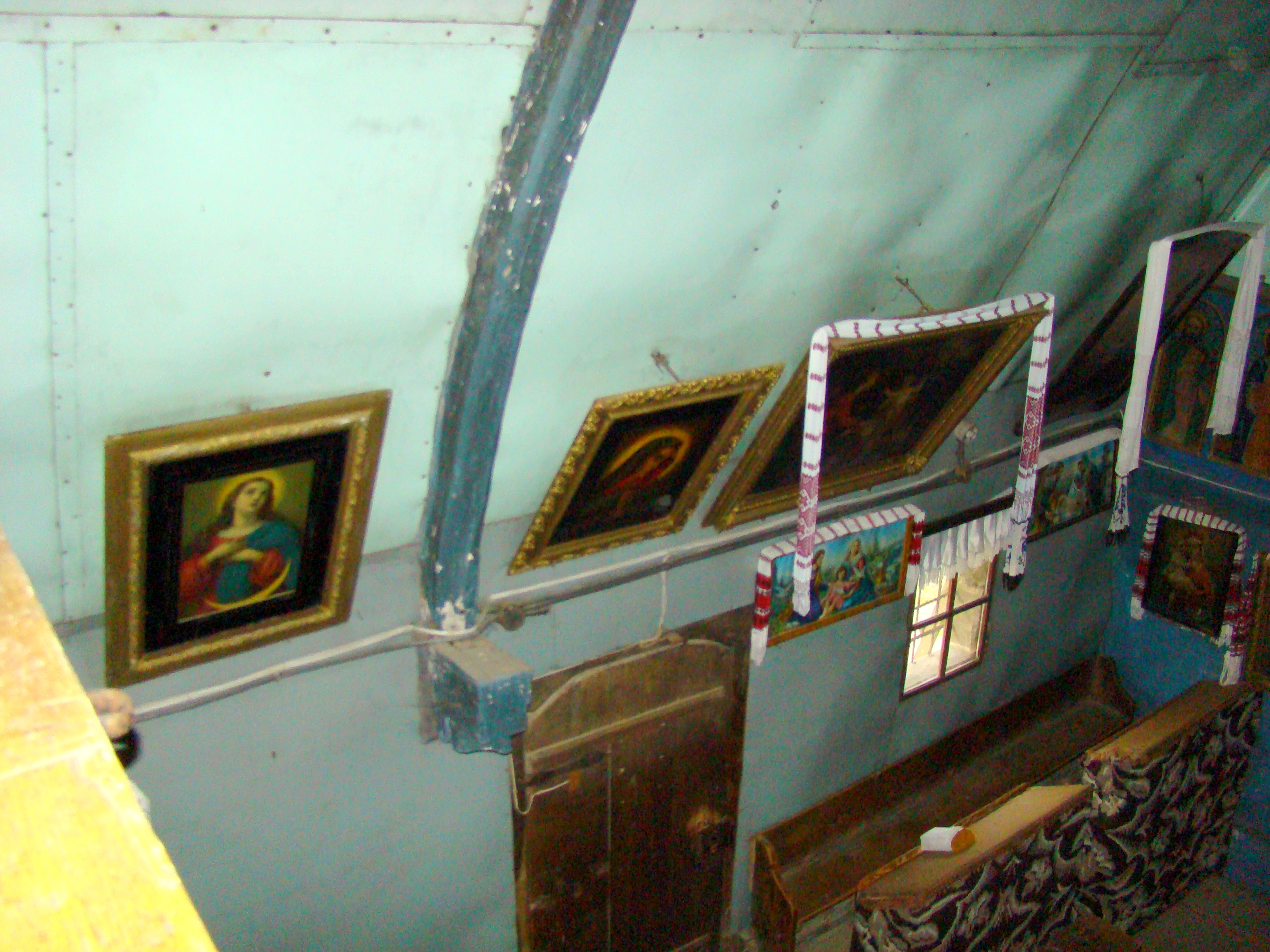
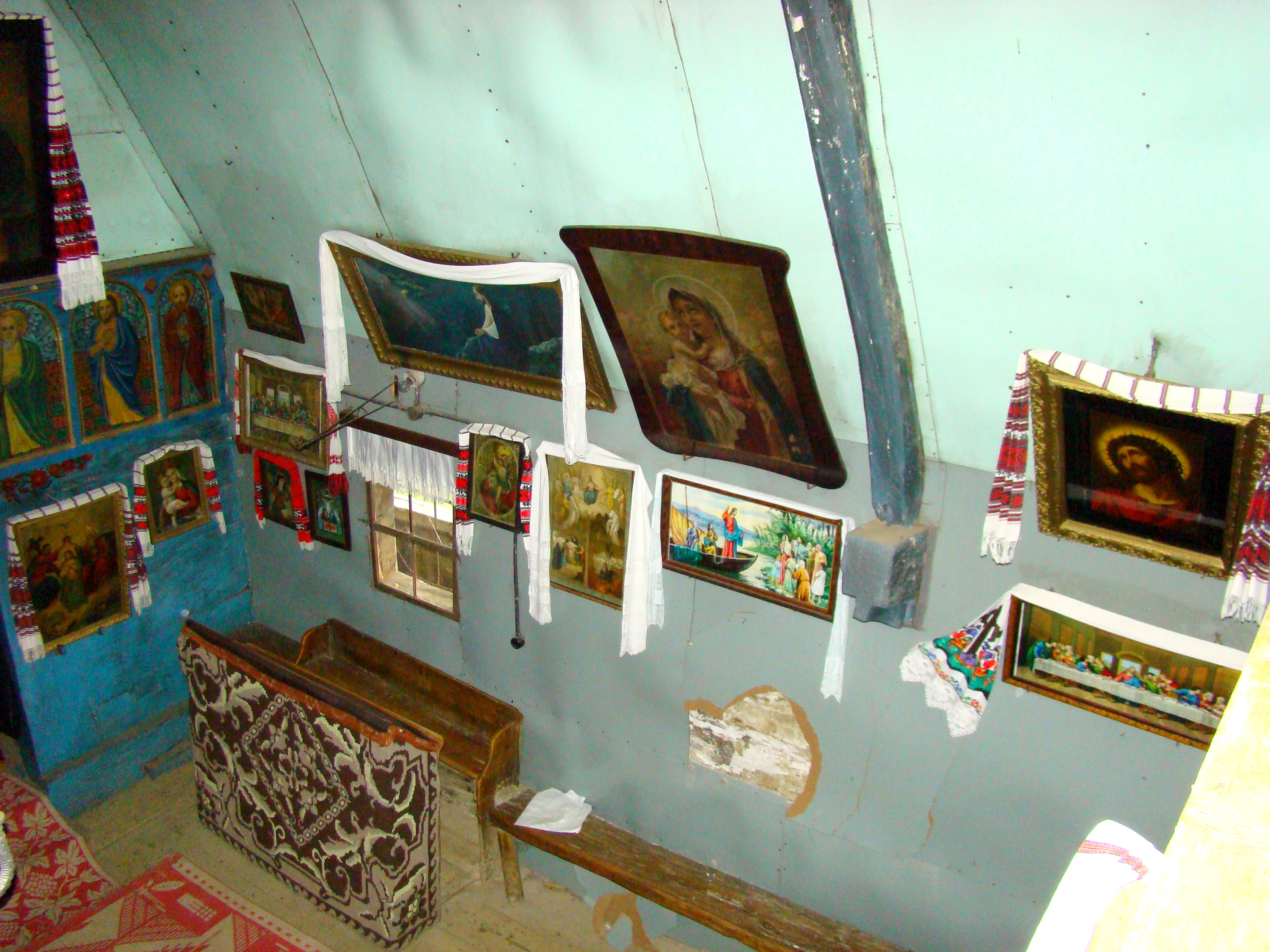
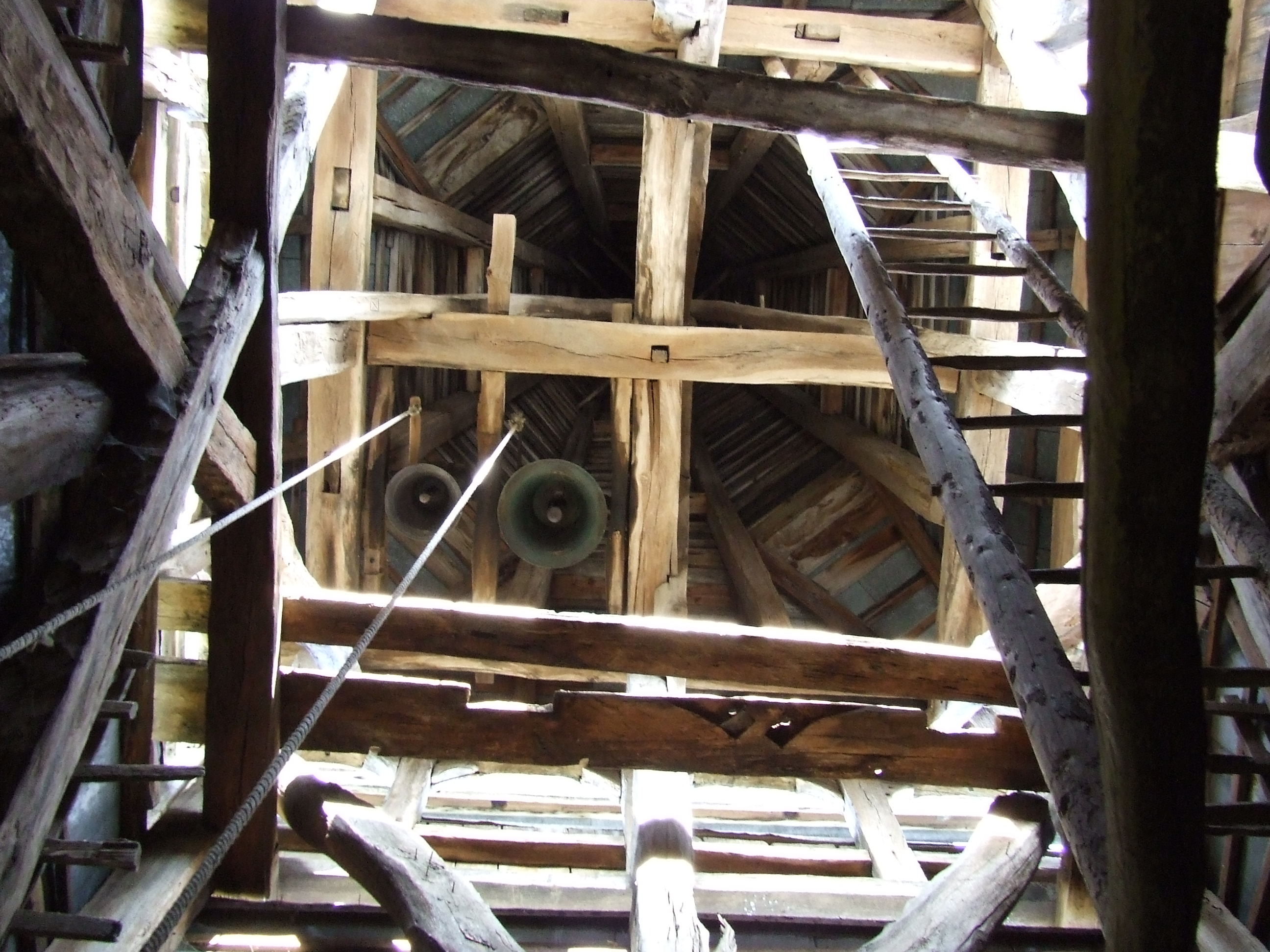
Clopotele bisericii
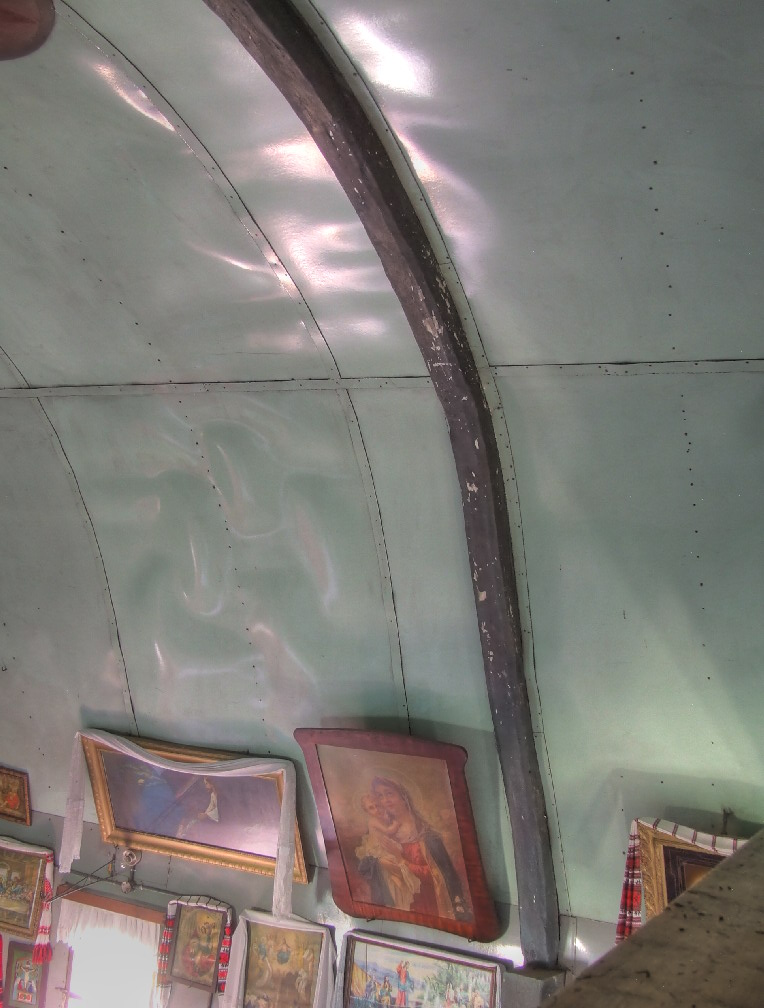
O parte din arc-dublou
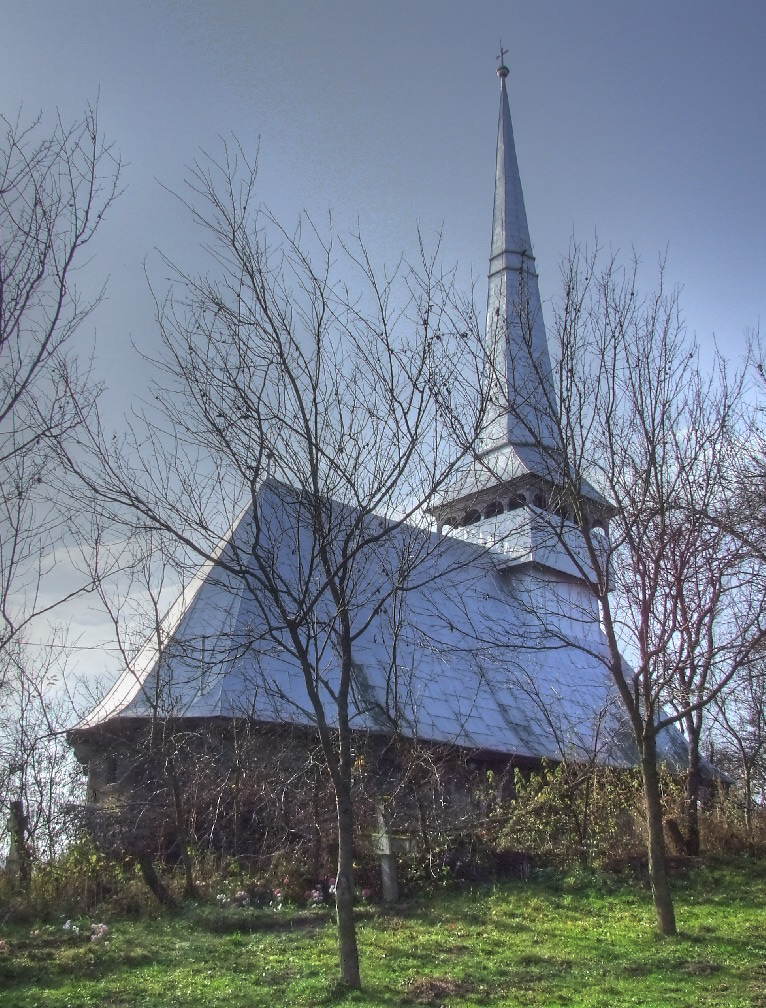
Vedere de ansamblu din nord-est
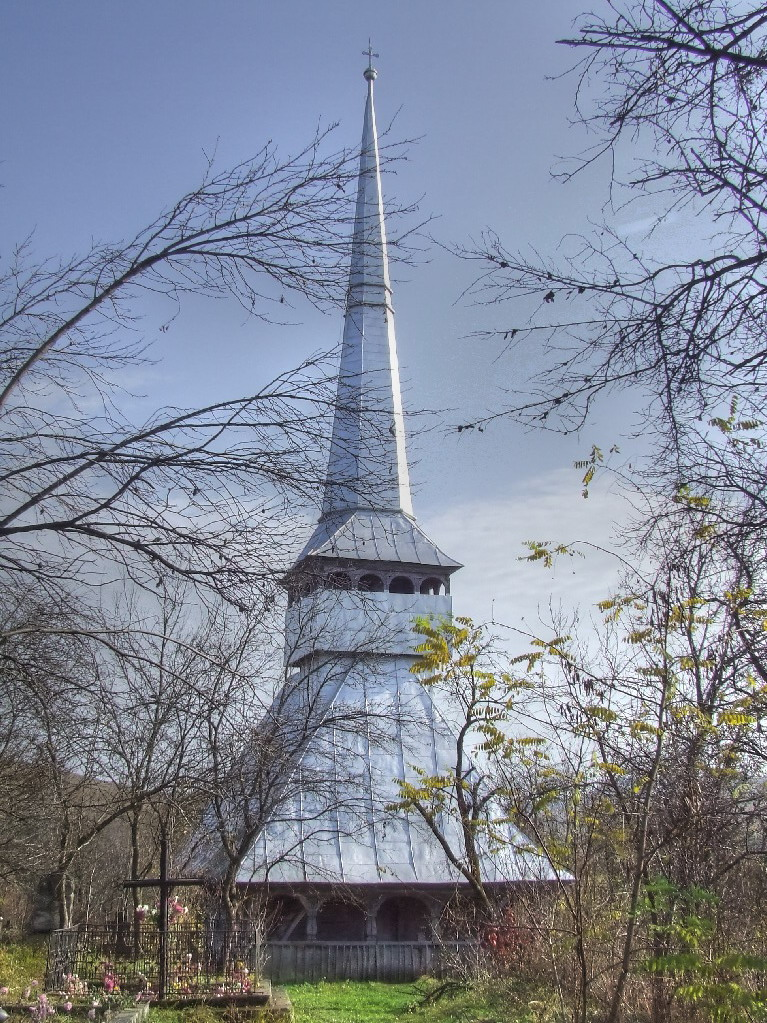
Vedere de ansamblu din vest
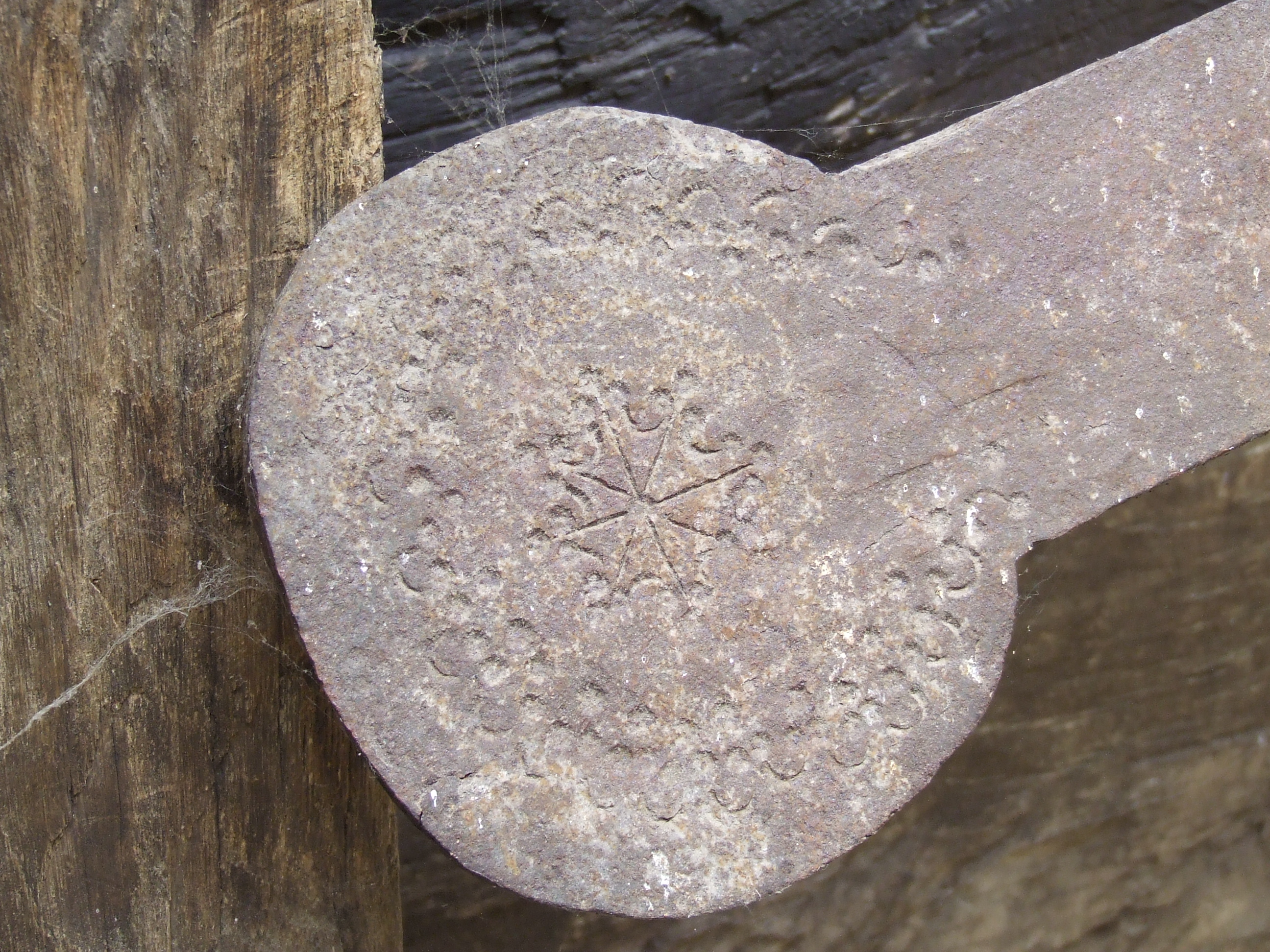
Detaliu toacă
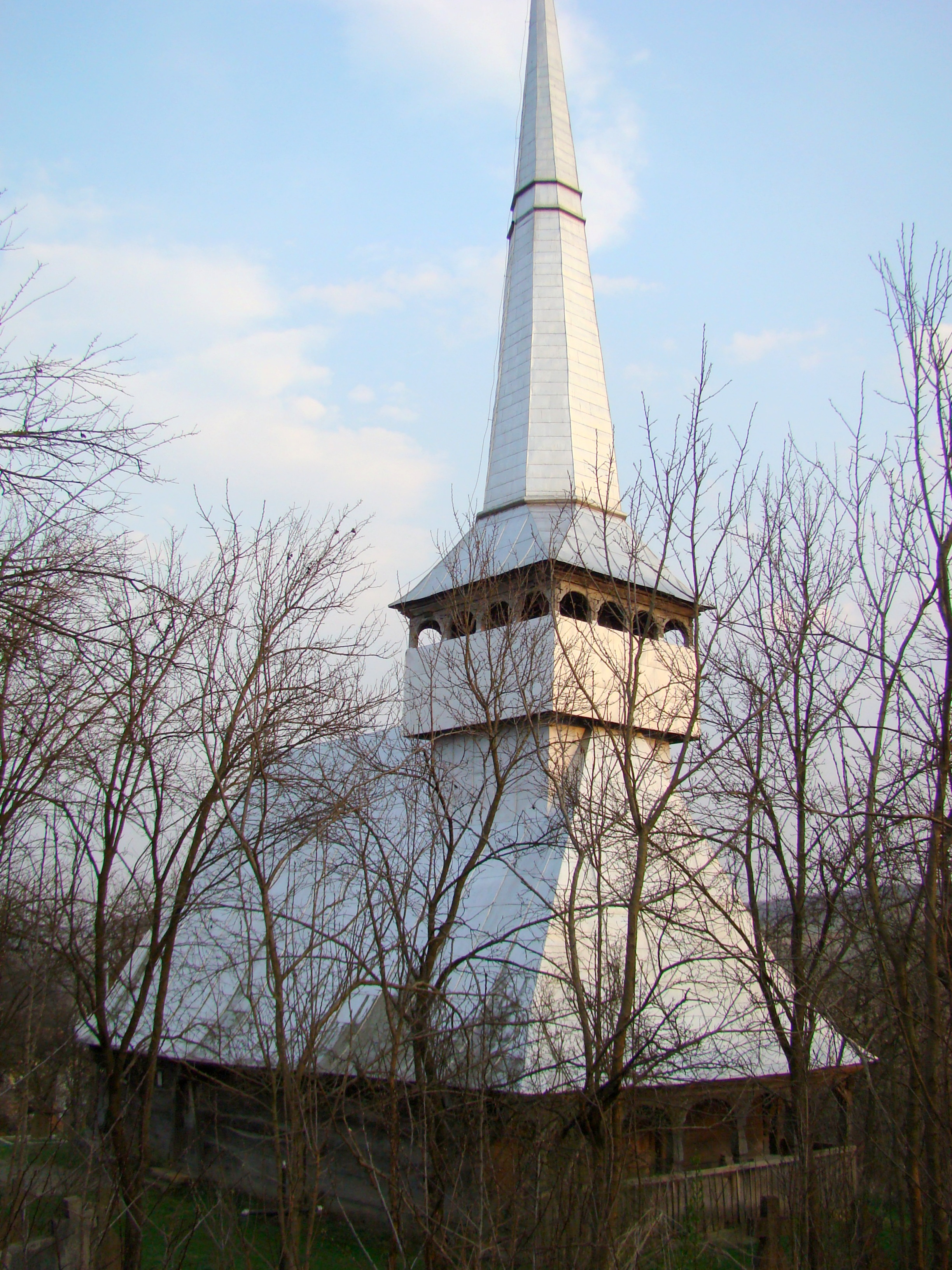
Vedere de ansamblu din nord-vest